# Creyssac
Creyssac is een gemeente in het Franse departement Dordogne (regio Nouvelle-Aquitaine) en telt 98 inwoners (2009). De plaats maakt deel uit van het arrondissement Périgueux.

## Geografie
De oppervlakte van Creyssac bedraagt 4,5 km², de bevolkingsdichtheid is dus 21,8 inwoners per km².
De onderstaande kaart toont de ligging van Creyssac met de belangrijkste infrastructuur en aangrenzende gemeenten.

## Demografie
Onderstaande figuur toont het verloop van het inwonertal (bron: INSEE-tellingen).